# Heinrich Schmid (Landvogt)
Heinrich Schmid (* vor 1425; heimatberechtigt in Baar; † nach 1497) war eidgenössischer Ammann und Landvogt.

## Leben und Wirken
Heinrich Schmid wurde 1448 erstmals und am 17. Oktober 1497 letztmals erwähnt.
Schmid war von 1448 bis 1449 und von 1459 bis 1461 Landvogt in den Freien Ämtern. Er amtierte zwischen 1461 und 1485 dreimal als Ammann des Standes Zug (1461–1462, 1481–1482 und 1484–1485). Er war der erste Baarer in dieser Funktion und nahm «während Jahrzehnten offenbar eine bedeutende Stellung» im Stand Zug ein. Zudem war Schmid zwischen 1458 und 1497 oft Gesandter des Standes zur Tagsatzung. Er vertrat die Interessen des Äusseren Amts im «Fähnleinstreit» mit der Stadt Zug und trat als Schiedsrichter oft in eidgenössischen Streitigkeiten auf.

## Belege
1. 1 2  Renato Morosoli: Heinrich Schmid. In: Historisches Lexikon der Schweiz.  2. Juni 2010.

| Personendaten    | Personendaten                       |
| ---------------- | ----------------------------------- |
| NAME             | Schmid, Heinrich                    |
| KURZBESCHREIBUNG | eidgenössischer Ammann und Landvogt |
| GEBURTSDATUM     | vor 1425                            |
| STERBEDATUM      | nach 1496                           |